# 25 or 6 to 4
25 or 6 to 4 è un singolo del gruppo rock statunitense Chicago, pubblicato nel 1970 ed estratto dall'album Chicago.
Il brano è stato scritto da Robert Lamm ed è inserito anche nel disco del 1986 Chicago 18, da cui è stato anche in questo caso estratto come singolo e in cui James Pankow è accreditato come coautore dello stesso brano.

## Tracce

### Versione 1970
- 7"

1. 25 or 6 to 4
2. Where Do We Go from Here

### Versione 1986
- 7"

1. 25 or 6 to 4
2. One More Day